# Cheilitis
Cheilitis is een algemene naam voor ontsteking van de lippen. Naargelang de oorzaak kunnen verschillende soorten worden onderscheiden:
- Cheilitis angularis of perlèche: een ontsteking ter hoogte van de mondhoeken. Het komt vaak voor, bijvoorbeeld bij oudere mensen met totale prothese, door een vermindering van de beethoogte. Het komt verder ook voor in een vroeg stadium van Aids.
- Contactallergische cheilitis: komt voor als allergische reactie op lippenstift; tandpasta's; evt. nikkelallergie bij bespelen van blaasinstrumenten.
- Cheilitis actinica: is het gevolg van een chronische blootstelling aan het zonlicht.
- Cheilitis glandularis: is een zwelling van de lip door ontsteking van de ectopische speekselkliertjes
- Cheilitis venenata: is een zwelling ten gevolge van een toxische stof.
- Cheilitis exfoliativa: is een schilferende cheilitis
- Cheilitis granulomatosa: is een geleidelijke ontstane diffuse granulomateuze zwelling van de lip en kan een onderdeel zijn van het syndroom van Melkersson-Rosenthal. Meestal is de oorzaak onbekend.